# Anders als die Andern
Anders als die Andern (Nederlands: Anders dan de anderen) is een Duitse stomme film uit 1919, geproduceerd tijdens de Weimarrepubliek. In de film hebben de bekende acteurs Conrad Veidt en Reinhold Schünzel een rol, evenals de seksuoloog Magnus Hirschfeld. Het is wereldwijd een van de eerste films met homoseksualiteit als thema.

## Uitvoering
Het verhaal voor Anders als die Andern is geschreven door Richard Oswald, met hulp van Dr. Hirschfeld, die ook een kleine rol in de film vertolkt en wiens Institut für Sexualwissenschaft mede voor financiering zorgde. De film had een politiek doel voor ogen: het verhaal werd gepresenteerd als een aanklacht tegen het toen geldende wetsartikel Paragraaf 175, waarin geslachtsverkeer tussen mannen werd verboden. Door dit feit strafbaar te stellen, zagen homoseksuelen zich voor dezelfde moeilijkheden gesteld als het karakter dat Veidt in de film vertolkt.
De cinematografie van Anders al die Andern was in handen van Max Fassbender, die twee jaar eerder had gewerkt aan een van de vroegste Oscar Wildeverfilmingen, Das Bildnis des Dorian Gray (The Picture of Dorian Gray). Regisseur Oswald zou meer films produceren. Conrad Veidt zou een jaar later doorbreken met Das Cabinet des Dr. Caligari.

## Receptie
Anders als die Andern is de geschiedenis ingegaan als een van de eerste stille films met een sympathieke man als openlijk homoseksueel in de hoofdrol. De film toont de kijker de consequenties van discriminatie door het abstracte begrip homoseksualiteit een gezicht te geven: de homoseksuele violist Paul Körner (Conrad Veidt). De plot van de film zou in 1961 opnieuw gebruikt worden voor de Engelse film Victim, met Dirk Bogarde.
Censuur heeft ervoor gezorgd dat de film slechts door een geselecteerd publiek van doktoren en onderzoekers mocht worden bekeken: in Nederland pleitte Jhr. mr. J.A. Schorer in februari 1920 tevergeefs voor publieke vertoning van de film. Toen de nationaalsocialisten in 1933 aan de macht kwamen, belandden afdrukken van deze en andere 'entartete' films op de brandstapel. Niettemin is de film vandaag de dag op dvd verkrijgbaar, zodat de kijker een blik kan werpen op een belangrijk en vroeg voorbeeld van homoseksualiteit op het witte doek.

## Rolverdeling
| Acteur              | Personage         |
| ------------------- | ----------------- |
| Conrad Veidt        | Paul Körner       |
| Leo Connard         | Körner's vader    |
| Ilse von Tasso-Lind | Körner's zus      |
| Alexandra Willegh   | Körner's moeder   |
| Ernst Pittschau     | man van zus       |
| Fritz Schulz        | Kurt Sivers       |
| Wilhelm Diegelmann  | Sivers' vader     |
| Clementine Plessner | Sivers' moeder    |
| Anita Berber        | Else              |
| Reinhold Schünzel   | Franz Bollek      |
| Helga Molander      | Mrs. Hellborn     |
| Magnus Hirschfeld   | arts              |
| Karl Giese          | jonge Paul Körner |